# Bertrand Laquait
Bertrand Laquiat (Vichy, 13 aprile 1977) è un ex calciatore francese, di ruolo portiere.